# Apha tychoona
Apha tychoona is een vlinder uit de familie van de Eupterotidae. De wetenschappelijke naam van de soort is voor het eerst geldig gepubliceerd in 1871 door Butler.